# Raven (catch)
Pour les articles homonymes, voir Levy et Raven.
Scott Anthony Levy (né le 8 septembre 1964 à Millburn), plus connu le pseudonyme de Raven, est un catcheur semi-retraité, un acteur et un présentateur de podcast américain. Agent indépendant, il catche dans de nombreuses fédérations comme l'Extreme Championship Wrestling, la World Championship Wrestling, la World Wrestling Entertainment et Impact ! Wrestling. Il explose en popularité au milieu des années 1990 en créant et incarnant un personnage sombre qui se démarque par ses tactiques psychologiques de heel et sa gimmick inspirée de l'univers du grunge.
Il est triple champion du monde (deux fois champion du monde poids-lourds de la ECW et une fois champion du monde poids-lourds de la NWA) et est le vainqueur du tournoi King of the Mountain de la TNA  en 2005 et le recordman du plus grand nombre de détentions du Championnat Hardcore de la WWF/E, qu'il a possédé  26 fois au cours de sa carrière. 

## Jeunesse
Levy étudie le droit à l'université du Delaware avec comme but de devenir avocat.

## Carrière de catcheur

### Débuts (1988-1992)
Après avoir obtenu son diplôme en justice criminelle, Levy s'entraîne pour devenir catcheur à la Monster Factory (en), une école de catch du New Jersey dirigé par Larry Sharpe et a son premier match, le 20 février 1988, contre Jimmy Jack Funk,.
Assez vite, Levy se bat pour la World Wrestling Council à Porto Rico et dans la fédération Continental Wrestling Association basée à Memphis sous le nom de ring de juin « Scotty the Body », où on lui a donné le gimmick de « Boy Toy » de Missy Hyatt, qui l'utilisait à son avantage ou à celui d'Eddie Gilbert. Il catche en Floride après avoir quitté la fédération,.
Levy travaille ensuite au Canada, à Vancouver, pour All Star Wrestling avant de la quitter à la suite d'un désaccord avec le propriétaire, Al Tomko. Il retourne aux États-Unis et commence à lutter à la Pacific Northwest Wrestling à Portland dans l'Oregon. Il est booké en tant qu'un des heels principaux, gagne tous les titres et feude surtout avec Steve Doll. Son manager est alors Taylor Made (Terri Poch). Après une pause de courte durée, il retourne à la PNW en tant que face et commence une rivalité avec The Grappler. Pendant l'été 1989, Levy catche masqué sous le pseudonyme de « Matman », un personnage inspiré de Batman, et fait équipe avec Art Barr sous le nom de Beetlejuice.
En octobre 1990, il fait une apparition unique lors d'un WWF Prime Time Wrestling et perd contre Koko B. Ware.
Après avoir quitté la PNW, Levy rejoint la Global Wrestling Federation à Dallas, où il adopte le pseudonyme de « Scott Anthony ». Il fait partie d'un clan appelé « The Cartel » avec Cactus Jack, Makhan Singh, Rip Rogers et Max Andrews. Levy est également assistant au commentateurs pour les programmes télévisés de la fédération sur ESPN avec les commentateurs sportifs Craig Johnson et Scott Hudson.

### World Championship Wrestling(1992-1993)
En 1992, Levy entre à la World Championship Wrestling dans la division light-heavyweight sous le nom « Scotty Flamingo » et fait ses entrées avec une planche de surf. Il est alors managé par J.T. Southern. Il se bat dans la division light heavyweight et gagne le championnat des poids légers de la WCW des mains de Brian Pillman le 20 juin à Beach Blast. Il le conserve jusqu'au 5 juillet contre Brad Armstrong.
Levy s'allie à Diamond Dallas Page et Vinnie Vegas en tant que membre du clan « The Diamond Mine ». Il continue ses feude avec Pillman et Armstrong avant d'en entamer une avec Johnny B. Badd. Le 18 novembre, il remporte un match de « boxe » par KO contre Badd au Clash of the Champions XXI après une intervention de Page et Vegas qui ont lesté ses gants en les trempant dans l'eau.
Il quitte la WCW en février 1993 après un désaccord avec le booker Bill Watts.

### World Wrestling Federation(1993-1994)
Après son départ, Levy catche brièvement à la United States Wrestling Association avant de rejoindre la World Wrestling Federation en tant que manager sous le nom de « Johnny Polo », un gosse de riche gâté au style preppy, et accompagne Adam Bomb. Il fait sa première apparition le 24 mai lors d'un épisode de WWF Raw. Il manage Bomb pendant quatre mois avant d'être remplacé par Harvey Wippleman. Il manage alors The Quebecers (Jacques et Pierre) en septembre, qui remportent, sous son commandement, trois WWF World Tag Team Championship. De plus, il catche occasionnellement et en équipe. Il travaille aussi en tant que commentateur consultant et coprésentateur de Radio WWF, et, en coulisses, travaille en tant que producteur pour Monday Night Raw. Il est aux côtés de Roddy Piper, Jim Ross, Richard Kimble, Wolfman Jack dans le Jim Ross Show. Sa dernière prestation télévisée est le 2 octobre contre Bomb à Auburn Hills dans le Michigan et son dernier match a lieu lors d'un house show à Montréal le 21 octobre, dans lequel il manage Pierre Oullette contre Jacques Rougeau.

### Extreme Championship Wrestling(1995-1997)

#### Rivalité avec TommyDreamer(1995–1996)
Le 7 janvier 1995, Levy débute à la Extreme Championship Wrestling avec un nouveau personnage. « Raven ». Il est inspiré du poème Le Corbeau d'Edgar Allan Poe et de Bodhi Salver, le maître du crime zen et manipulateur incarné par Patrick Swayze dans Point Break et est dépressif, stoïque, sociopathe, nihiliste, sadique, misanthrope et qui délivre des promos avec éloquence et philosophiques, truffées de références littéraires et qui finissent par la phrase du poème « Quoth the Raven 'Nevermore' »,. Levy change radicalement d'apparence pesant désormais 104 kg, et arborant des piercings nasaux et à ses sourcils et commence à porter des shorts en jeans rapiécés, une veste en cuir, des t-shirts de groupes de rock et de comics, des rangers et de la flanelle autour de sa taille. Après avoir proposé le personnage à Jim Cornette, le propriétaire de la Smoky Mountain Wrestling (SMW), Raven contacte Paul Heyman, le booker de l'Extreme Championship Wrestling à Philadelphie, qui accepte de le faire feuder avec Tommy Dreamer,,. Il y devient une des têtes d'affiche, grâce, d'après Heyman, au fait qu'il soit en phase avec les problèmes de tous les jours des spectateurs et se montre vulnérable dans ses promos, mais soit sans pitié sur le ring, attisant le ressentiment qu'a le public envers lui.
Il fait ses débuts avec Stevie Richards. À la fin de l'année 1994, son personnage est soumis à une « crise d'identité » et catche sous les pseudonymes de « Stevie Flamingo », « Stevie the Body », et « Stevie Polo », tous des références aux noms utilisés dans le passé par Levy. À la suite d'une défaite supplémentaire contre Tommy Dreamer, Richards, furieux annonce véritable qu'il présentera le « véritable Johnny Polo ». Raven fait ses débuts le 10 janvier 1995 lors d'un épisode d'ECW Hardcore TV révélant une vendetta contre Dreamer.
Raven forme un clan de laquais connu sous le nom du Raven's Nest, avec Richards comme premier membre. En février, Johnny Hotbody et Tony Stetson le rejoignent et qualifient Raven de « la voix de leur génération ». Le 24 mars, lors d'un épisode télévisé, Dreamer perd contre les quatre membres du clan dans un gauntlet match.

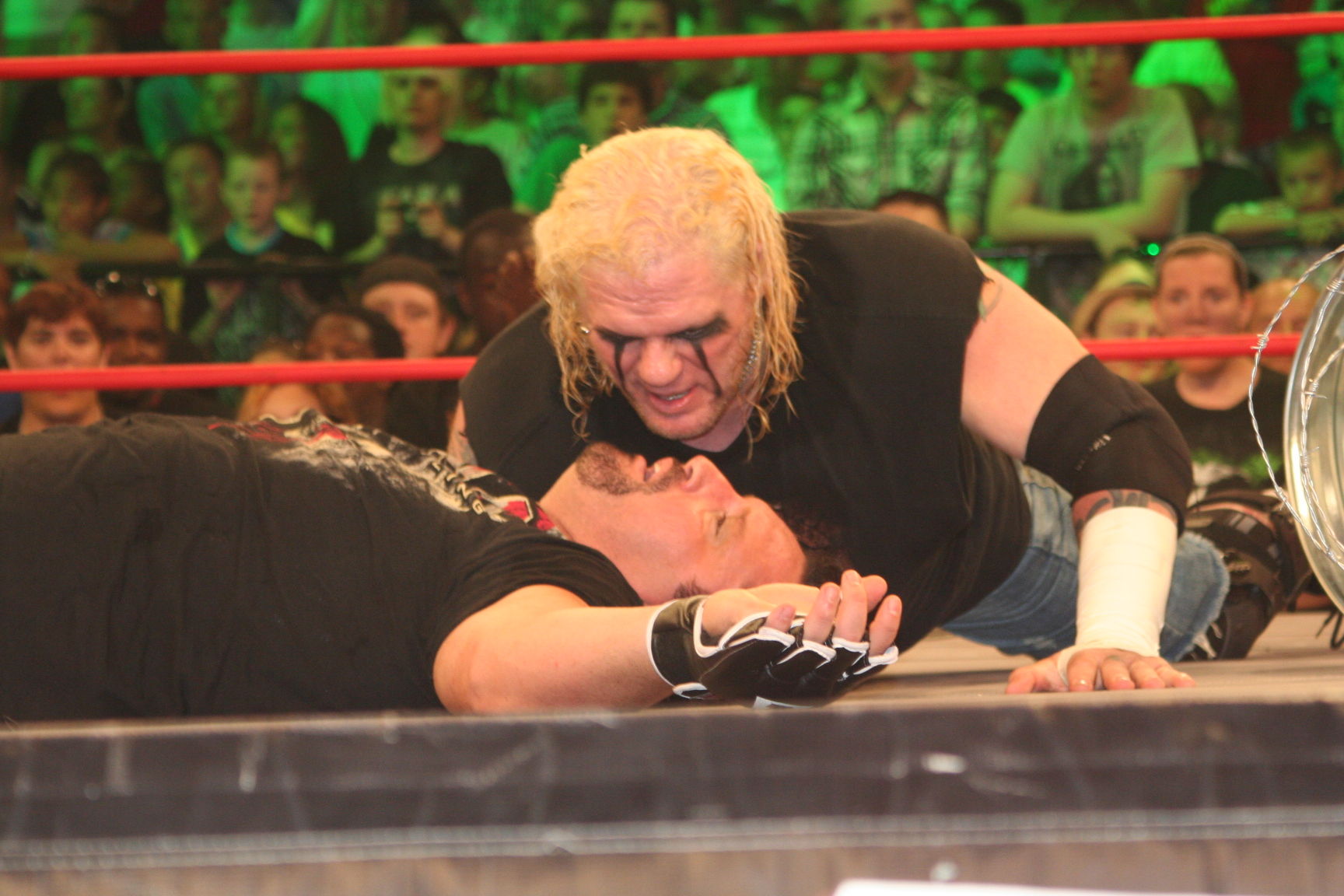
La feud entre Raven et Tommy Dreamer est un des angles les plus importants de l'ECW.

Le 8 avril, lors de Three Way Dance, Raven renvoie Hotbody et Stetson, et le remplace par The Pitbulls. Plus tard dans la soirée, il explique son histoire avec Dreamer, révélant qu'ils étaient dans le même camp de vacances étant enfants, et Raven est devenue le petit ami de Beulah McGillicutty, une fille en surpoids et acnéique, qui a d'abord été éconduite par Dreamer. Richards révèle ensuite qu'il a retrouvé McGillicutty, qui est devenue modèle pour Penthouse et qui a gardé une rancune envers Dreamer. Plus tard encore, Raven affronte Dreamer dans un match en un contre un pour la première fois et le bat, profitant d'interférences de Richards et McGillicutty. Elle devient son valet et sa petite amie à la télévision et intervient régulièrement pendant les matchs contre Dreamer, occasionnant de nombreux piledrivers,. McGillicutty a été intégrée à la ECW par Levy, après qu'elle lui a été présentée par Ron Gant, en Floride, plus tôt dans l'année et pensant qu'elle apporterait une nouvelle dimension à sa feud avec Dreamer. Le point culminant de la feud est atteint en 20 juin lors d'un épisode de ECW Hardcore TV quand le Raven's Nest passe à tabac l'alliée de celui-ci, Luna Vachon, avant de casser plusieurs doigt de Tommy. Le 30 juin, Raven et Richards battent The Public Enemy et remportent le titre par équipe.
En juillet, lors de Hardcore Heaven et après une défense de titre par Raven et Richards contre Dreamer et Vachon, les Pitbulls quittent le Raven's Nest et sont rapidement remplacé par les Dudley Brothers. Le 15 juillet, lors de Heat Wave, Dreamer et The Pitbulls battent Raven et The Dudley Brothers. Plus tard cette soirée, Dreamer menotte Raven et lui porte un coup de chaise qu'il appellera « le coup de chaise entendu dans le monde entier ». Les images sont utilisées pour le générique d'introduction de ECW Hardcore TV. Le 5 août, lors de Wrestlepalooza, lors d'un match en équipe à huit, Raven, Richards et The Dudley Brothers battent Tommy Dreamer, Cactus Jack et The Pitbulls après que Cactus Jack trahit Dreamer, son allié de longue date et rejoint le Raven's Nest. Le 16 septembre, lors de Gangstas Paradise, Raven et Richards perdent leur titre par équipe contre grâce à une intervention de Dreamer. Le 7 octobre, ils regagnent leur titre, mais le perdent plus tard dans la soirée contre The Public Enemy. Le 18 novembre, lors de November to Remember, Dreamer et Terry Funk battent Raven et Cactus Jack. Au même spectacle, le Raven's Nest accueille un nouveau membre, The Blue Meanie, qui devient le laquais de Stevie Richards.
Le 9 décembre, lors de December to Dismember, Raven bat Dreamer encore une fois, même si, plus tard dans la soirée, Dreamer, The Pitbulls et The Public Enemy battent Raven, Richards, The Eliminators et The Heavenly Bodies dans un Ultimate Jeopardy cage match où Dreamer a fait un tombé sur Richards. Le 30 décembre, lors de Holiday Hell, Raven bat Dreamer pour devenir aspirant au titre champion de la ECW, échouant à gagner le titre du champion actuel The Sandman plus tard dans la soirée. Lors du même show, The Dudley Brothers quittent le Raven's Nest après une dispute avec Richards. Pour la préparation du match, Raven continue à expliquer la raison de sa colère, accusant Dreamer de ne pas avoir été présent lors du divorce de ses parents, ce que l'accusée dément chaudement. Lors de House Party, le 5 janvier 1996, Richards essaie d'embrasser McGillicutty, qui refuse et annonce qu'elle est enceinte. Raven se précipite sur le ring pour avoir des explications et elle l'informe qu'il n'est pas le père. Raven attaque alors Richards. McGillicutty révèle ensuite que Dreamer est le père. Il accourre vers le ring et battant Raven, Richards et The Blue Meanie avant d'embrasser Beulah.

#### Champion poids lourd de la ECW (1996–1997)

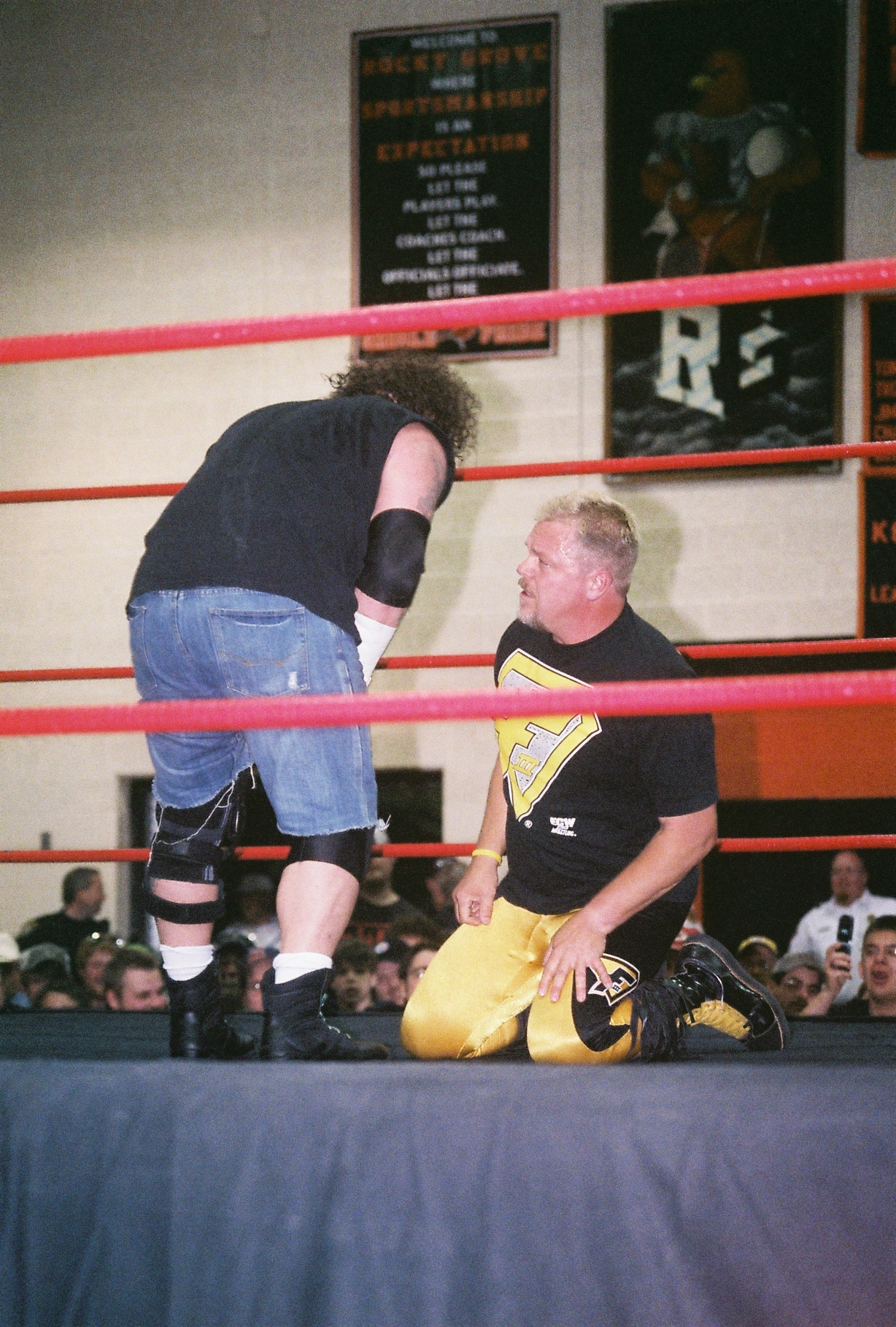
Raven contre Shane Douglas.

Le 27 janvier 1996, Raven présente sa nouvelle petite copine Kimona Wanalaya. Plus tard dans la soirée, Raven bat le Sandman pour remporter son premier championnat de la ECW après des interventions répétées du Raven's Nest. Les mois suivants, il le conserve contre des adversaires comme Shane Douglas, Pitbull #2, Chris Jericho, Damián 666, 2 Cold Scorpio et Terry Gordy,.
Le 22 juin, lors de Hardcore Heaven, Raven commence à jouer avec la santé mentale du Sandman en effectuant un lavage de cerveau sur sa femme, Lori, et son fils, Tyler, pour qu'il rejoignent le Raven's Nest. Lory et Tyler commencent à accompagner Raven au ring lors de ses matchs et utilisant ce dernier à des fin de guerre psychologique contre The Sandman,,.
Le 26 octobre, lors de High Incident, Stevie Richards participe à l'angle le plus controversé de la fédération, lorsque le Raven's Nest « crucifie » The Sandman en l'attachant à une croix et en plaçant une couronne en fil de fer barbelé sur sa tête. Cet angle, qui a été largement jugé comme étant de mauvais goût, mène le champion olympique Kurt Angle à couper tous liens avec la ECW, à faire interdire la mention de son nom de toutes les productions relatives à cet événement et au premier pay-per-view à être décalé. Sous les ordres de Paul Heyman, Raven monte sur le ring et présente ses excuses avec une mauvaise volonté notable. À ce jour, Raven affirme que cet angle n'était pas une insulte envers Jésus-Christ, mais une insulte au Sandman, en utilisant une iconographie religieuse pour communiquer un point de vue artistique. Les images du show n'a jamais été utilisé par la ECW et n'ont jamais été vues publiquement jusqu'à son apparition sur le DVD de la WWE The Rise and Fall of ECW,,,.
La relation entre Raven et Richards se détériore à la fin de l'année. Le 5 octobre, lors d'Ultimate Jeopardy, Raven est annoncé comme devant faire équipe avec Brian Lee contre The Sandman et Tommy Dreamer dans un match où le titre de champion poids lourd de la ECW est en jeu. Après que Raven a été annoncé comme incapable de se battre, Richards prend sa place et perd le titre de Raven lorsque Sandman fait le tombé. À son retour, Raven en veut à Richards. Le 7 décembre, lors de Holiday Hell, Raven bat The Sandman dans un barbed wire match pour regagner le titre. Malgré cela, les tensions entre Raven se renforcent jusqu'au 28 décembre, lorsque Richards trahit son partenaire et donne un superkick à Raven, pendant un match contre The Sandman. Richards, The Blue Meanie et Super Nova se séparent alors du groupe.
Le 1er février, lors de Crossing the Line Again, Raven défend son titre face à « Dr Death » Steve Williams, infligeant sa première défaite sur le sol américain depuis dix ans, après une intervention de Richards qui s'est retourné contre lui. Un accord avec la World Wrestling Federation permettent à Raven et d'autres catcheurs de la ECW de participer à un épisode de Raw is War, le 24 février 1997, où Raven se dispute avec Richards.
Les mois suivants, Raven conserve son titre face plusieurs adversaires dont Dreamer, Richards, Rob Van Dam et Super Nova,. Son règne prend fin le 13 avril contre Terry Funk lors du premier pay-per-view de la ECW, Barely Legal,.
Le 1er mai 1997, lors d'un épisode de ECW Hardcore TV, commence un nouvel angle controversé faisant jouer un Raven morose, se plaignant de la perte de son titre et d'autre échecs et appelant Richards pour lui donner une dernière « mission ». Raven attaque ensuite Richards dans le dos le suppliant de « mettre un terme à sa souffrance ». Le 11 mai, lors de The Buffalo Invasion, Raven et Richards reforment leur équipe et affrontent Dreamer et Funk dans un match où Richards fait le tombé sur Funk, bien qu'il se soit querellé avec Raven tout du long. Le main event voit Raven, Richards, Funk et The Sandman s'affronter dans un match fatal four-way Elimination match pour le titre de champion du monde de Funk. Raven porte un DDT sur Funk et Sandman, demande à Richards d'effectuer le tombé sur eux, puis de laisser délibérément Raven lui faire faire le tombé pour que ce dernier ressorte victorieux. Richards refuse et porte un superkick à Raven ce qui permet à Funk et Sandman de lui faire le tombé.
Le 6 juin, lors de Wrestlepalooza, Raven affronte Dreamer dans un Loser Leaves ECW match. Pendant le match, Raven abandonne son valet et supplie Beulah de le reprendre. Dreamer gagne en faisant le tombé pour la première fois, marquant la fin de cette leongue rivalité et mettant un terme à la carrière de Raven à l'ECW. Il part alors à la World Championship Wrestling,,.

### Retour à laWorld Championship Wrestling(1997-1999)

#### The Flock(1997–1998)
Le 30 juin 1997, Raven est aperçu dans le public lors d'une édition de WCW Monday Nitro, et les commentateurs le reconnaissent comme un ancien champion d'une fédération « indépendante majeure » ; le nom de la Extreme Championship Wrestling (ECW) n'est jamais mentionné. Le 21 août 1997 au Clash of the Champions XXXV, Raven bat brutalement Stevie Richards dans un match « non sanctionné » avant qu'il finisse par reprendre sa place dans le public. La storyline se poursuit et Raven apparait dans le public les mois suivants avec des laquais, commençant doucement à former ce qui sera connu sous le nom The Flock, un groupe de désaxés dans la même veine que le Raven's Nest. Raven est d'abord un « agent libre non-signé », mais accepte finalement de signer un contrat avec le dirigeant de la WCW, James J. Dillon qui stipule qu'il peut catcher quand il veut et avec les règles qu'il veut. Il est manipulateur et abusif avec The Flock, ce qui mène à des dissensions et des rébellions. Les matchs du groupe s'appellent « Raven's Rules », ce qui veut dire qu'il n'y a pas de disqualification, incluant des armes, des alliances et des interférences fréquentes.
Le 27 octobre, Raven fait ses débuts à Nitro en battant Scotty Riggs. Il propose alors à Riggs de faire partie du Flock, ce qu'il refuse. Le 23 novembre 1997 à World War III, Raven affronte Scotty Riggs dans un match dans lequel Raven projette Riggs sur une chaise, le « blessant » à l'œil. Riggs rejoint plus tard le Flock, tout comme Reese, Billy Kidman, Van Hammer, Horace, Lodi, et Sick Boy. Il remporte le WCW U.S. Heavyweight Championship tout comme le WCW World Tag Team Championship, avec Perry Saturn avec l'aide du Flock. Ce premier règne ne dure qu'un jour. Il bat Diamond Dallas Page au Spring Stampede et perd la ceinture la nuit suivante contre Bill Goldberg lors d'un épisode de Nitro. Il accuse le groupe, et Saturn en particulier, pour sa défaite. Cet événement mène à une série de matchs, le dernier se déroulant le 13 septembre 1998, lors de Fall Brawl, qui stipule que si Raven perd, le groupe pourrait être dissout. Saturn gagne avec l'aide de Kidman, qui veut aussi sortir de l'emprise de Raven.

#### The Dead Pool(1997–1998)
Sans le Flock, Raven commence une série interviews moroses et abandonne plusieurs matchs et retourne en coulisse. Le 25 octobre 1998, lors de Halloween Havoc, Raven refuse d'abord d'affronter Chris Jericho pour le championnat de la télévision de la WCW, puis est convaincu d'y retourner mais perd par soumission et n'est plus aperçu jusqu'en 1999. À son retour, une série de vignettes sont diffusées où une équipe de tournage suit Raven dans sa supposée maison d'enfance, où il vivait une vie de nanti. Il est aussi réuni avec son ancienne valet, Chastity, que la WCW affirme être sa sœur.
Il s'oriente ainsi vers d'autres storylines, commençant des feuds avec Chris Kanyon, Bam Bam Bigelow, et Hardcore Hak. Il se joint plus tard à Vampiro et le Insane Clown Posse dans un clan de courte durée appelé The Dead Pool.
Lors d'une réunion, qui comprend chaque catcheurs sous contrat, Eric Bischoff propose aux participants d'être libérés de leurs engagements sur le champ. Raven est le seul à se lever et à partir. En réalité, Levy est insatisfait de la direction créative de la WCW. Sa démission est acceptée et il quitte la fédération dans le courant de l'année 1999,.

### Retour à l'Extreme Championship Wrestling(1999-2000)
Une clause de non-concurrence dans le contrat signé à la World Championship Wrestling empêche Raven de rejoindre la World Wrestling Federation. Il rejoint donc l'Extreme Championship Wrestling et signe un contrat d'un an le 25 août 1999. Ses apparitions seront cependant limitées pour soigner une tendinopathie de la coiffe des rotateurs.
Le 26 août, Levy fait un retour surprise lors du pilote d'ECW on TNN et remporte le titre par équipe avec Tommy Dreamer face aux Dudley Boyz, qui quittent la fédération pour intégrer la WWF. Raven et Dreamer, une équipe composée de deux anciens ennemis, règnent plusieurs mois en tant que ECW World Tag Team Champions. Ils feudent à plusieurs occasions contre The Sandman, Mike Awesome, et Masato Tanaka. Ils rivalisent brièvement entre eux, quand ils perdent les ceintures. Raven et Mike Awesome remportent les titres par équipe de Tanaka et Dreamer le 4 mars 2000, seulement pour les perdre une semaine plus tard contre The Impact Players (Justin Credible et Lance Storm) lors du pay-per-view Living Dangerously,. Raven apparait pour une dernière fois avec Francine lors de CyberSlam 2000, avant qu'elle ne se joigne à Justin Credible ce même soir. Raven affronte et perd contre Scotty Anton pour son dernier match télévisé. Il part pour la WWF peu après.

### Retour à laWorld Wrestling Federation/Entertainment(2000-2003)

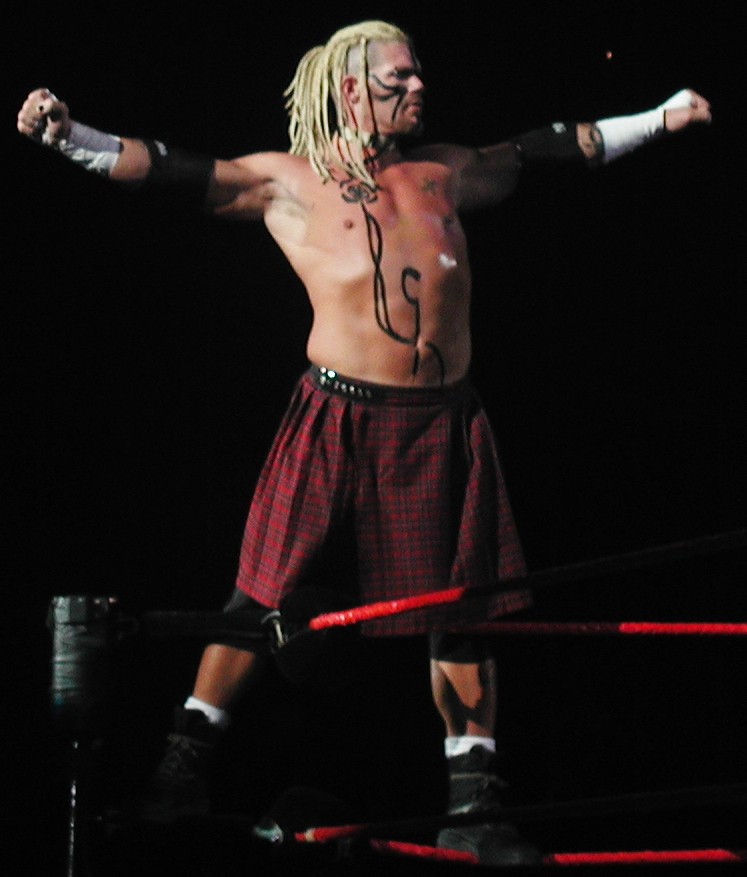
Raven à la WWE en 2002.

Le 23 juin 2000, Levy rencontre les dirigeants de la World Wrestling Federation pour discuter d'un retour. Raven fait son retour à Unforgiven 2000, quand il intervient dans un Strap Match entre Tazz et Jerry Lawler, en effectuant un DDT sur ce dernier. Sa précédente incarnation de Johnny Polo est ignoré par la fédération. Il fait ensuite équipe avec Tazz avant qu'ils ne se séparent. Il est placé dans la division hardcore et amène souvent avec lui un panier de course rempli de poubelles en aluminium et d'armes potentielles lors de ses entrées. Le 20 décembre à Chattanooga, il bat Steve Blackman pour le championnat hardcore, le premier de son record de 27 règnes, même si la plupart sont de courtes durées. Le titre est soumis à la règle du « 24/7 » (24 heures par jour/7 jours sur 7), ce qui explique les segments où les catcheurs perdent rapidement leur titre au profit d'un autre.
Le 21 janvier 2001, Raven empêche Kane de porter un chokeslam sur le comédien Drew Carey au Royal Rumble. Le 1er avril, lors de WrestleMania X-Seven, il participe à son seul match à WrestleMania et perd le titre hardcore contre Kane dans un Triple Threat Match qui inclut aussi The Big Show. Lors de  Backlash, il perd contre le champion hardcore Rhyno dans un match hardcore. Un bref angle voit un ninja noir aider Raven ; il est plus tard révélé qu'il s'agit de son ancien valet, Tori, aidant le premier à conserver son titre hardcore.
La seconde partie de l'année, il est intégré à l'angle de l'Invasion en rejoignant la WCW/ECW Alliance, mais a des feuds avec William Regal et Perry Saturn. Comme beaucoup d'autres anciens catcheurs de la Extreme Championship Wrestling, Raven modifie l'apparence qu'il avait dans son ancienne fédération et se rapproche d'une tenue plus proche du style de la WWF. Ceci l'amène finalement à porter un kilt, et une paire de bottes de catch. Par la suite, il est managé par Terri Runnels et détruit l'intérêt amoureux de Saturn, son balai appelé « Moppy ». Il fait également équipe avec Justin Credible vers la fin du mois de juillet. Raven n'est pas présent vers la fin de l'année parce que son équipe a perdu le « Winner Take All » match lors des Survivor Series.
En mars 2002, lors de la Brand Extension, Raven est drafté à RAW en 28e choix. Lors du dernier SmackDown! avant que la séparation n'opère, il bat Maven pour remporter, une fois de plus, le titre Hardcore, emmenant ainsi le titre à RAW. Il perd le titre, le lundi suivant, contre Bubba Ray Dudley. À cette époque, Raven décide de devenir provisoirement commentateur en étant le nouveau consultant de Sunday Night HEAT et Excess. Ce rôle lui tient quelques mois, avant de quitter l'émission pour se consacrer exclusivement à catcher à RAW. Cette reconversion est également de courte durée : il est banni de RAW après avoir perdu un match contre son ancien collègue de l'Extreme Championship Wrestling, Tommy Dreamer, le 24 juin 2002. Il est alors forcé à passer le restant de l'année à HEAT, le show qu'il a quitté quelques semaines auparavant. On lui donne alors le contrôle créatif pour développer une histoire basée sur les sept péchés capitaux, à la manière de Seven et où Raven serait le « marionnettiste » utilisant Heat comme son terrain de jeu. Elle est lancée, mais la direction décide que ce n'est pas assez populaire et décide d'abandonner le projet. Bien que Raven intègre par la suite le roster de RAW, il n'a qu'un seul match, une défaite contre Jeff Hardy dans un match de qualification pour le Royal Rumble), et est libéré de son contrat la semaine suivante, le 20 janvier 2003.

### Total Nonstop Action Wrestling(2003-2008)

#### The Gathering(2003-2004)

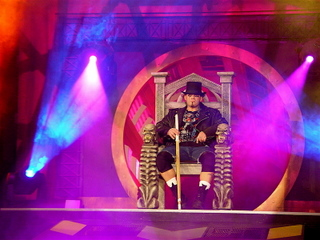
Raven à la TNA.

Après la World Wrestling Entertainment, Levy est principalement vu ses à la Total Nonstop Action Wrestling (alors NWA-TNA) et à la Frontier Wrestling Alliance. Il revient à son apparence grunge, tout en mélangant le style de toutes les fédérations dans lesquelles il s'est fait appeler Raven. Levy catche également pour la Ring of Honor où il a notamment une feud contre CM Punk basée sur l'opposition entre la gimmick straight edge de Punk et les abus de drogue et d'alcool de Raven pendant son pic de popularité à la fin des années 1990.
Levy fait ses débuts à la TNA le 22 janvier 2003, deux jours après son départ de la World Wrestling Entertainment, en attaquant le champion Jeff Jarrett et en lui volant sa ceinture de champion du monde de la NWA. C'est le début d'une longue rivalité pendant laquelle il assurera que c'est sa « destinée » de gagner le titre. Raven commence à jouer à des jeux psychologiques avec les catcheurs de la fédération, en commençant avec son ancien ennemi, The Sandman et participe au Clockwork Orange House of Fun match, que Levy a inventé. Le 30 avril, Raven a un premier match pour le titre contre Jarrett, mais perd.

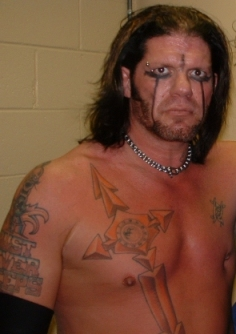
Raven en décembre 2004.

Le 17 septembre 2003, Raven perd ses longs cheveux caractéristiques après une victoire de Shane Douglas dans un hair versus hair match après une intervention de Vampiro. Une rivalité s'ensuit et finit par une bagarre dans les coulisses où Vampiro se tord les « ligaments croisés antérieurs ». Il forme ensuite un clan appelé The Gathering avec CM Punk, Julio Dinero et Alexis Laree. Rapidement, il est trahi par les membres de son équipe. Durant cette époque, Il organise ensuite des matchs avec ses amis et fait appel à ses anciens collègues de l'Extreme Championship Wrestling comme New Jack, Perry Saturn, Mikey Whipwreck et Justin Credible, que Raven bat à chaque fois. Ils font plus tatd partie du clan de Vince Russo : Sports Entertainment Xtreme (SEX).
Au même moment, il entre en rivalité avec James Mitchell et son clan, les Disciples of the New Church. Raven affronte les membres de l'équipe un par un avec des interventions des membres du Gathering et de l'ECW. Il met fin à cette rivalité en battant Mitchell dans un Last Man Standing match. Cela mène à une série d’invincibilité et permet à Raven de commencer à réaliser sa destinée.
En 2004, il s'allie avec The Sandman pour se venger du Gathering, mais ils s'inclinent à la suite d'une intervention de Mitchell maintenant du côté du trio. C'est finalement en faisant équipe avec Terry Funk qu'ils les battent, malgré les tentatives d'intervention de Mitchell.
Plus tard dans l'année, son vieil ami Sabu revient à la TNA pour l'aider à battre The Gathering une dernière fois. Ils entrent ensuite en rivalité avec Abyss et Monty Brown. Abyss et Brown s'en prennent souvent à Sabu sans que Raven ne réussissent à aider ou ne s’inquiète pour son partenaire. Les deux hommes entrent ensuite en rivalité, Raven lançant une campagne manquant de respect à la mémoire de l'oncle de Sabu, The Sheik, et attaquant son protégé Sonjay Dutt jusqu'à ce que Sabu craque et riposte le 23 juillet. Le 4 août, Raven bat Sabu dans un no holds barred match. Le match retour, prévu le 18 août, est annulé à la suite d'une véritable blessure au dos de Sabu. Le 7 novembre, à TNA Victory Road, Raven participe au premier Monster's Ball match avec Abyss et remporté par Monty Brown.

#### Champion poids lourd de la NWA (2005-2006)

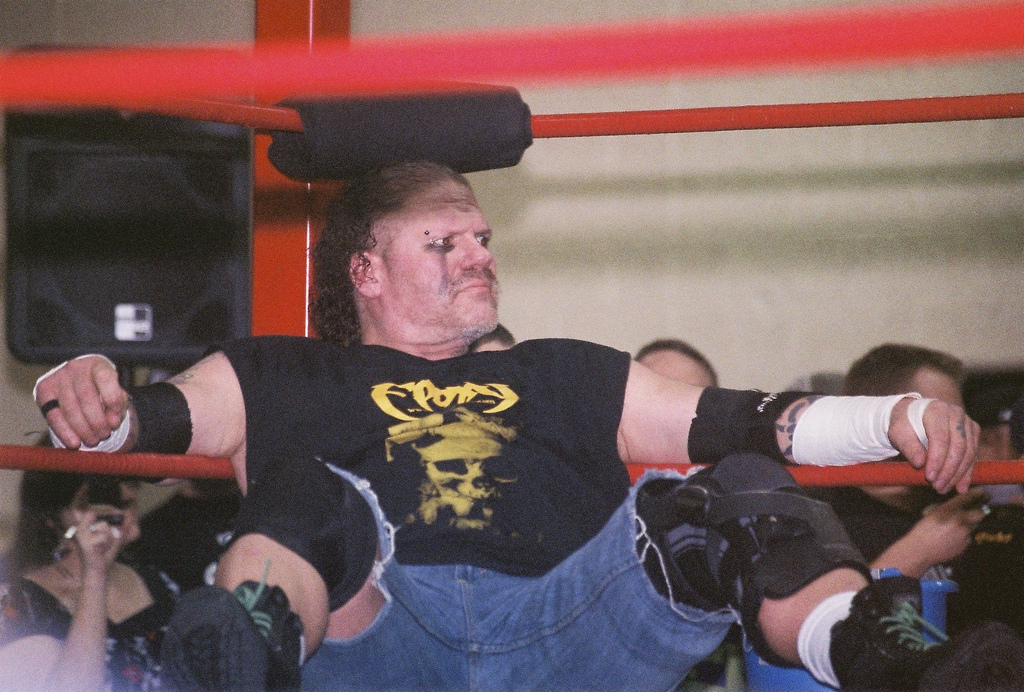
Raven assis dans le coin, une de ses signatures.

L'année suivante, Raven sort perdant de nombreuses rivalités, notamment contre Diamond Dallas Page, Jeff Hardy, Dustin Rhodes, Abyss, Sean Waltman, et Monty Brown. Le 19 juin 2005, il devient face et profite de la suspension de Jeff Jarrett, qui a attaqué un fan dans le public plus tôt dans la soirée et a été arrêté, pour prendre sa place dans le King of the Mountain match de Slammiversary, il remporte le match et le NWA World Heavyweight Championship, son premier titre de champion du monde, en battant A.J. Styles, Abyss, Sean Waltman and Monty Brown dans un King of the Mountain match à cinq participants. Il défend sont titres à deux occasions dans les mois qui suivent contre Abyss lors de No Surrender et Rhino lors de Unbreakable.
Le 15 septembre, Raven perd son titre face à Jeff Jarrett après des interventions de America's Most Wanted (« Wildcat » Chris Harris et « Cowboy » James Storm) pour ce dernier. Les décideurs de la Border City Wrestling, une fédération sœur qui prganise le spectacle, contactent le directeur de la TNA, Larry Zbyszko, qui valide le changement du porteur du titre. À la même époque, la TNA disparaît brièvement des grilles de diffusion des télévisions avant de retourner sur Spike TV, permettant à une autre fédération d'emporter le titre. Raven entre alors en rivalité avec Zbyszko qui engage des catcheurs comme PJ Polaco et Chris K. La rivalité va jusqu'à un affrontement avec Sean Waltman, lors de Final Resolution, où la carrière de Levy à la TNA est en jeu. Il perd le match et entre en hiatus. En réalité, il a besoin de prendre du repos à la suite de problèmes de santé à la thyroïde.
Le 23 avril 2006, il revient lors de TNA Lockdown, sans se battre, pour continuer sa rivalité avec Zbyszko. Celle-ci se termine à Victory Road après un Hair VS Hair match remporté par Raven.

#### Serotonin(2006–2008)
Toujours atteint de gros problème de thyroïde, il n'apparait plus qu'occasionnellement. Après une feud contre Abyss et Brother Runt, perdant contre ce dernier dans un Hangman's Horror match  après que le premier l'a trahi. Il disparait presque complètement des écrans. Pendant ce temps, Kazarian, Johnny Devine et Matt Bentley forment une nouvelle alliance et apparaissent, lors de l'émission TNA Primetime Special avec le spectacle Genesis, habillé en gothique et forment officiellement une équipe. Ils perdent leur match de pay-per-view et Raven apparaît avec une nouvelle apparence, portant un masque et se présente comme leur chef et donnant des coups de canne aux perdants du match. Le groupe se fait connaître sous le nom de Serotonin. La raison d'être du groupe est indéterminée et ils perdent la plupart de leurs matchs. Raven, de son côté, frappe son équipe à coup de shinai quel que soit leur résultat. Après un long hiatus, Raven retourne se battre et perd face à Christopher Daniels dans un First Blood Invitational, puis contre Chris Harris après une interférence de Kaz. Lors d'Impact, Raven est arrivé après la victoire de Kaz contre Havok et Martyr avec une épée de kendo et l'a frappé dans le dos jusqu'à le casser. Raven, Havok et Martyr l'ont ensuite attaqué avec d'autres épées. Le 19 juillet, lors d'Impact, Raven et les autres membres de Serotonin attaquent Triple X qui se reformait. Raven en se bat pas longtemps et l'équipe Serotonin est battue après qu'Elix Skipper porte un diving leg drop, Christopher Daniels son Best Moonsault Ever et Senshi un Warrior's Way sur Havok.
Le 9 août lors d'Impact, Raven remporte un House of Fun match. Il fait équipe avec Robert Roode et James Storm contre Chris Harris, Rhino, et Kazarian. Le 12 août, lors de Hard Justice, Raven perd face à Kaz qui se rebelle contre lui, malgré les interventions des autres membres de Serotonin. Il lance un défi à Abyss et Rhino à Bound for Glory. Il ajoute plus tard Black Reign au match et en fait un Monsters Ball. Il noue une alliance de courte durée avec Havok, Black Reign, Judas Mesias et James Mitchell dans le but de battre Abyss. Lors du spectacle, il perd contre ce dernier après qu'il lui porte un black hole slam sur des punaises et du verre. Le 15 novembre, lors d'Impact, Havok révèle être membre de la Team 3D pour la X Division, mettant officiellement fin à Serotonin. Le 2 décembre, lors de Turning Point, Raven remplace Rhino dans un Match of 10,000 Thumbtacks et s'allie à Abyss pour battre Black Reign et Rellik. Raven est ensuite officiellement libéré de son contrat et est retiré du roster le 7 mars 2008.

### Alliance avecDrStevie(2009-2010)
Raven revient à la Total Nonstop Action Wrestling, le 28 mai 2009, après plus d'un an d'absence, en attaquant Abyss avex un shinai avec l'assistance de Dr Stevie. Il s'allie ensuite à Dr Stevie et Daffney. Le 18 juin, lors d'un épisode d'Impact!, il remporte un Clockwork Orange House of Fun match contre Jethro Holliday. Lors de Slammiversary Seven, il fait équipe avec Daffney et perd contre Abyss et Taylor Wilde dans le premier Monster's Ball match en équipe mixte. Après le pay-per-view, le nom de Raven est retiré du site de la fédération.
Le 12 novembre, lors d'Impact!, il revient dans la fédération en attaquant Abyss et en jetant une boule de feu sur Mick Foley et en s'alliant avec Dr Stevie et Daffney. Lors de Final Resolution, Abyss et Foley battent Stevie et Raven lors d'un Foley's Funhouse match par équipe. Le 4 janvier 2010, lors d'Impact!, Raven, faisant équipe avec Dr Stevie, dans une série de matchs où le championnat par équipe est en jeu et où ils sont battus par Matt Morgan et Hernandez. Le 18 février, lors d'Impact!, en aidant Eric Bischoff à mettre Abyss KO avec Rhino, Homicide, Tomko et Desmond Wolfe.

### EV 2.0 (2010) et (2018)
Raven revient dans la fédération quatre mois plus tard, le 24 juin, lors d'Impact!, en esquissant un face turn et est avec le personnel de Impact! Zone avec Tommy Dreamer et Stevie Richards. La semaine suivante, ils sont rejoints par Rhino. Le 15 juillet, Raven, Brother Devon, Pat Kenney et Al Snow, guidé par Mick Foley, se joignent au champion poids lourd Rob Van Dam et attaquent Abyss et le reste du vestiaire de la TNA,,. La semaine suivante, la présidente de la fédération, Dixie Carter, accepte que les anciens de l'Extreme Championship Wrestling aient leur pay-per-view propre : Hardcore Justice, qui se veut orienté vers le catch hardcore et une célebration finale de la défunte fédération. Le 29 juin, lors d'Impact!, Raven fait un Heel Turn et ravive son ancienne rivalité avec Tommy Dreamer en le trahissant après un match contre Abyss et en l’assommant avec un DDT sur une chaise. La semaine suivante, Raven explique son geste parce qu'il n'a pas oublié que Dreamer lui a « volé » et s'est ensuite marié avec sa petite amie, Beulah McGillicutty, qui lui a tourné le dos en 1996 lors de la première feud. Le 8 août, lors Hardcore Justice, Raven bat Dreamer dans leur « dernière confrontation » arbitrée par Foley. Lors de l'épisode d'Impact! suivant, les anciens de la ECW, connus sous le nom d'Extreme, Version 2.0 (EV 2.0), se font attaquer par A.J. Styles, Kazarian, Robert Roode, James Storm, Douglas Williams et Matt Morgan du clan Fourtune de Ric Flair, qui pense qu'ils ne méritent pas d'être à la TNA et rend Raven face,,. Lors de Bound for Glory, Raven, Rhino, Dreamer, Richards et Sabu battent Styles, Kazarian, Morgan, Roode et Storm de Fourtune dans un Lethal Lockdown match. Lors du spectacle suivant Rob Van Dam accuse Raven de trahison, à cause d'Eric Bischoff, alors qu'il est innocent. Lors de Turning Point, EV 2.0 affrontent Fortune dans un match par équipe à dix où chaque membre de la faction extrême met son contrat en jeu. EV 2.0 perd le match et Sabu est renvoyé. Deux semaines plus tard, lors d'Impact!, Raven est obligé de mettre sa carrière à la TNA en jeu contre le champion poids lourd Jeff Hardy. Hardy gagne le match et, par conséquent, Raven est libéré de son contrat. Ce renvoi est légitime. Il catch une dernière fois le 12 novembre et bat Styles lors du spectacle house show Farewell at the Asylum.

### Retour àImpact! Wrestling(2019-...)
Le 3 janvier 2019, il effectue son retour à Impact! aux côtés de Tommy Dreamer en attaquant Eli Drake.

### Passages à laJuggalo Championship Wrestling(2008, 2009, 2010, 2011)
En 2008, il apparaît à la Juggalo Championship Wrestling pour la saison 2 de leur émission SlamTV!. Lors du deuxième épisode, il intervient lors du main event d'un match opposant Corporal Robinson à Sexy Slim Goody, où le premier défend son titre. Alors qu'il est prêt à faire sa prise de soumission le Boot Camp, les lumières s'éteignent et Raven apparaît sur le ring et porte un Evenflow DDT sur Robinson, puis lui vole son titre. Lors du troisième épisode, il présent Sexy Slim Goody comme son nouveau laquais. Quand Robinson se précipite vers le ring pour récupérer son titre, Goody l'assome avec un coup de chaise et Raven lui rase son afro. Lors de l'épisode suivant, l'équipe de Sexy Slim Goody et Raven se bat contre Corporal Robinson et Sabu. Raven part avec le titre volé, fuiyant Sabu. Lors du pay-per-view Bloodymania II, Raven perd un Loser leaves JCW ladder match. Cependant, il revient l'année suivante pour Bloodymania III dans un Raven's Rules match, dans effort non conclusif contre Sabu. En 2010, il participe au main event de Bloodymania IV contre Corporal Robinson et Mike Knox dans un triple threat match, où Robinson garde son titre de champion poids lourd.
En 2011, lors de JCW Legends and Icons, il prend part à un « Philly Madness » match avec d'anciennes stars de l'Extreme Championship Wrestling comme Sabu, Shane Douglas et, le vainqueur, Rhino. Deux jours plus tard, Raven et Sexy Slim Goody remportent le titre par équipe. Lors de Year's Eve Ninja Party!, ils le perdent contre The Ring Rydas.

### Circuit indépendant (2008-...)
En 2008, Il participe à la tournée de l'American Wrestling Rampage où il affronte des catcheurs tels que X-Pac ou Sabu.
Il apparaît également en France lors d'un show de la International Catch Wrestling Alliance. Après être sorti victorieux d'un match contre Colby, un autre prétendant au titre mondial, il affronte le tenant du titre poids lourd de la fédération, Joe E. Legend, mais est battu.
Le 12 décembre 2004, il organise le spectacle A Night of Appreciation for Sabu avec le manager Jimmy Hart et le promoteur Scott D'Amore, dans le but de venir en aide à Sabu, qui a contracté un virus alors inconnu et est paralysé. Il perd contre Shane Douglas lors du main event dans un match arbitré par Mick Foley.

### Nu-Wrestling Evolution(2008 et 2011)
Raven fait ses débuts à la Nu-Wrestling Evolution en 2008, pour un spectacle unique où il bat The Vampire Warrior dans un match aux tables enflâmées. Il y retourne le 2 janvier 2011, en battant Black Pearl, il participe au tournoi pour déterminer le nouveau champion poids lourd. Lors de la finale du 1er février il remporte le titre.

### Extreme Rising(2012)
Le 28 avril 2012, Raven débute à la Extreme Rising dans un dark match contre Gary Wolfe qui se termine en match nul. Le 11 novembre, lors de Remember November, il affronte Stevie Richards dans un Loser Leaves Town Match qui se finit en match nul.

## Palmarès
- Extreme Championship Wrestling
  - 2 fois ECW World Heavyweight Championship[79]
  - 4 fois ECW World Tag Team Championship – avec Stevie Richards (2), Tommy Dreamer (1), et Mike Awesome (1)[80]
- Heartland Wrestling Association
  - 1 fois HWA Tag Team Championship avec Hugh Morrus[81]
- Mid-Eastern Wrestling Federation
  - 1 fois MEWF Mid-Atlantic Heavyweight Championship[82]
- National Wrestling Alliance
  - 1 fois NWA Central States Heavyweight Championship[83]
- National Wrestling Federation
  - NWF Heavyweight Championship[84]
- Pacific Northwest Wrestling
  - 3 fois NWA Pacific Northwest Heavyweight Championship[85]
  - 3 fois NWA Pacific Northwest Tag Team Championship avec Top Gun (1), The Grappler (1), et Steve Doll (1)[86]
  - 1 fois NWA Pacific Northwest Television Championship[87]
- Pro-Pain Pro Wrestling
  - 1 fois 3PW Heavyweight Championship[88]
- Total Nonstop Action Wrestling
  - 1 fois NWA World Heavyweight Championship[89]
  - King of the Mountain (2005)[90]
- United States Xtreme Wrestling
  - 5 fois UXW Heavyweight Championship[91]
- United States Wrestling Association
  - 2 fois USWA World Tag Team Championship avec Brian Christopher[92]
- USA Pro Wrestling
  - 1 fois USA Pro Championship[93]
- Vanguard Championship Wrestling
  - 1 fois VCW World Heavyweight Champion
- Nu-Wrestling Evolution
  - 1 fois NWE World Heavyweight Champion
- World Championship Wrestling
  - 1 fois WCW Light Heavyweight Championship[94]
  - 1 fois WCW United States Heavyweight Championship, en 1998[48]
  - 1 fois WCW World Tag Team Championship avec Perry Saturn[49]
- World Wrestling Federation / World Wrestling Entertainment
  - 26 fois WWF/E Hardcore Championship (record de la WWE)[95],[54]

## Apparitions dans d'autres médias

### Filmographie

#### Cinéma
- 1999 : The Jesse Ventura Story : lui-même
- 2008 : Death Racers : The Reaper
- 2012 : Outback Revenge : The Reaper
- 2013 : Cool as Hell : lui-même

#### Télévision
- 1996 : Swift Justice : Franco : Sex, Death and Rock 'n' Roll (saison 5 épisode 20)
- 1998 : MTV Ultimate Music Video Feud : lui-même
- 1999 : MTV Beach Brawl : lui-même
- 1999 : Win Ben Stein's Money : lui-même
- 1999 : Donny & Marie : lui-même

#### Comédie
En 2010, Levy fait ses débuts en tant que comédien de stand-up pour la tournée Levy World Order de Bob Levy.

#### Podcast
Levy anime l'émission hebdomadaire avec l'écrivain et ancien employé de la World Championship Wrestling, Chad Damiani (sous le pseudonyme de Busby Berkeley) appelé The Raven Effect sur Westwood One. L'émission sort tous les lundis et inclut des jeux, des sketchs, des anecdotes et, parfois, de catch.

#### Clips musicaux
En 1998, Levy participe au clip Rising du groupe Stuck Mojo avec le Raven's Flock et Diamond Dallas Page. En 2011, Raven joue dans le clip Owata des Smashing Pumpkins.

## Vie privée
Levy obtient un diplôme à la Lake Worth Community High School en 1982,. Il est ensuite accepté à l'Université du Delaware où il obtient un diplôme en justice criminelle,. Il s'enrôle pendant un semestre en tant que réserviste pour l'United States Marine Corps. Il a un quotient intellectuel de 143 et est membre de la Mensa et de la fraternité Theta Chi,.
Scott se marie en janvier 2007 et divorce en mars 2013.
Son père était journaliste et chef d'édition pour The National Enquirer.
Levy descend d'une lignée juive.
Il est atteint de diabète de type 2, de trouble de la personnalité borderline, histrionique et narcissique.
Levy est fan de comics. En 1999, dans le magazine Wizard, il déclare « J'adore la série des Marvel Knights. Je suis un grand fan de Kevin Smith et, son travail sur Daredevil, est son meilleur livre depuis celui de Frank Miller. Inhumains est superbe aussi. Cela pourrait être leur année remarquable parce qu'ils sont finalement traités comme de vrais personnages plutôt que juste des bêtes de foire et des monstres sans personnalités ». L'article précise qu'il est aussi fan de Watchmen, Swamp Thing et surtout Sandman de   Neil Gaiman duquel il a un tatouage de Dream, le personnage principal, dans le dos. Il a écrit le numéro 14 de Spider-Man's Tangled Web avec Brian Azzarello intitulé The Last Shot. Le comic est basé sur Crusher Hogan, le catcheur que Peter Parker bat lors de sa première apparition dans Amazing Fantasy. Il a aussi écrit la citation sur les réimpressions de 100 Bullets.
Levy a intenté une action en justice contre la World Wrestling Entertainment, avec Chris Kanyon et Mike Sanders, pour « les avoir trompé au sujet de leur assurance maladie et d'autres assurances », mais le juge fédéral de Stamford a rejeté l'affaire. En 2010, Levy explique que c'est à cause du délai de prescription.